# Cô gái trẻ hứa hẹn
Cô gái trẻ hứa hẹn (tên gốc tiếng Anh: Promising Young Woman) là phim điện ảnh hài kịch đen của Mỹ năm 2020 do Emerald Fennell đảm nhiệm vai trò đạo diễn kiêm biên kịch. Nữ diễn viên Carey Mulligan đảm nhiệm vai nữ chính, một người phụ nữ đang tìm cách trả thù cho cái chết của người bạn thân vốn từng là nạn nhân của quấy rối tình dục. Các diễn viên Bo Burnham, Alison Brie, Clancy Brown, Jennifer Coolidge, Laverne Cox và Connie Britton cũng góp mặt trong bộ phim.
Cô gái trẻ hứa hẹn khởi chiếu ra mắt tại Liên hoan phim Sundance vào ngày 25 tháng 1 năm 2020 và được Focus Features khởi chiếu tại các rạp chiếu phim của Mỹ vào ngày 25 tháng 12 năm 2020. Tại thị trường Việt Nam, phim khởi chiếu từ ngày 2 tháng 4 năm 2021. Cô gái trẻ hứa hẹn nhận về nhiều phản hồi tích cực từ giới chuyên môn, với nhiều lời khen ngợi cho phần kịch bản, chỉ đạo đạo diễn cũng như phần diễn xuất của Carey Mulligan. Phim nhận được năm đề cử tại Giải Oscar lần thứ 93, bao gồm Phim hay nhất, Đạo diễn xuất sắc nhất và Nữ diễn viên chính xuất sắc nhất cho Mulligan. Tác phẩm được Ủy ban Quốc gia về Phê bình Điện ảnh xếp vào danh sách 10 phim điện ảnh xuất sắc nhất năm 2020, đồng thời cũng nhận được bốn để cử tại Giải Quả cầu vàng lần thứ 78, trong đó có một đề cử cho Phim chính kịch hay nhất.

## Nội dung
Cassie Thomas là một sinh viên y khoa 30 tuổi bỏ học, sống với cha mẹ ở Ohio. Nhiều năm trước đó, bạn cùng lớp của cô là Al Monroe đã cưỡng hiếp người bạn thân nhất của cô là Nina Fisher. Trường học và hệ thống pháp luật đã bỏ cuộc điều tra, dẫn đến cái kết là Nina đã tự sát. Thời điểm hiện tại, mỗi đêm Cassie lại tới các hộp đêm và giả vờ say xỉn để những người đàn ông đến đưa cô về nhà của họ. Cassie sau đó sẽ để lộ sự tỉnh táo của mình khi những gã đàn ông đang cố gắng lợi dụng cô. Tại quán cà phê nơi cô làm việc, Cassie được bạn học cũ Ryan Cooper rủ đi chơi. Vào ngày hẹn hò của họ, anh cho biết rằng Al sắp kết hôn. Cassie bắt đầu một kế hoạch trả thù chính xác những người mà cô cho rằng phải chịu trách nhiệm về vụ cưỡng hiếp của Nina. Cô hẹn gặp ăn trưa cùng Madison McPhee, một người bạn cũ không tin rằng Nina đã bị cưỡng hiếp. Cassie chuốc McPhee say và thuê một người đàn ông đưa Madison đến một phòng khách sạn. Ngày hôm sau, Cassie nhận được một số tin nhắn thoại từ Madison và hiểu rằng Madison đang quẫn trí vì tỉnh dậy trong phòng khách sạn với một người đàn ông.
Cassie nhắm vào Elizabeth Walker, hiệu trưởng trường y, người đã bác bỏ trường hợp của Nina vì thiếu bằng chứng. Cassie dụ con gái tuổi thành niên của Elizabeth là Amber vào trong xe của mình bằng cách đóng giả làm chuyên gia trang điểm cho một ban nhạc pop nổi tiếng. Sau đó, Cassie gặp Walker với lý do là đang học lại, và hỏi bà về trường hợp của Nina. Khi Walker giải thích hành động của mình, Cassie nói với bà rằng cô đã thả Amber tại một phòng ký túc xá với các nam sinh say rượu. Walker, vô cùng sợ hãi, xin lỗi vì sự thiếu hành động của mình, và Cassie tiết lộ rằng Amber vẫn an toàn tại một quán ăn. Cassie quên buổi hẹn hò với Ryan, khiến anh thất vọng. Đêm đó, Cassie dụ một người đàn ông đưa cô về nhà. Khi họ đang bước ra khỏi quán bar, họ tình cờ gặp Ryan. Bị tổn thương, Ryan bỏ đi.
Cassie đến gặp Jordan Green, luật sư của Al, người đã gây khó dễ cho Nina khiến cô phải từ bỏ vụ kiện. Khi Green bày tỏ sự hối hận và suy sụp tinh thần vì tội lỗi của mình, Cassie đã tha thứ cho anh ta. Sau khi đến thăm mẹ của Nina, người đã động viên cô bỏ qua quá khứ và bước tiếp, Cassie từ bỏ kế hoạch trả thù của mình. Cassie sau đó đã tới xin lỗi Ryan, và cả hai bắt đầu yêu nhau. Trên đường về nhà, Cassie bắt gặp Madison đang ở bên ngoài ngôi nhà của mình, tuyệt vọng không biết chuyện gì đã xảy ra sau bữa trưa của họ. Cassie trấn an cô rằng không có chuyện gì xảy ra. Madison đưa cho Cassie một chiếc điện thoại cũ có ghi đoạn video Nina bị cưỡng hiếp và yêu cầu Cassie đừng bao giờ liên lạc với cô nữa. Cassie nhìn thấy Ryan trong số những người chứng kiến vụ cưỡng hiếp. Cô đối mặt với anh ta và đe dọa sẽ tung đoạn video trừ khi anh ta nói cho cô biết nơi tổ chức tiệc độc thân của Al. Ryan nói với cô và mong muốn cô tha thứ cho anh, nhưng Cassie từ chối.
Cassie đến bữa tiệc độc thân của Al và đóng giả làm vũ nữ thoát y, đánh thuốc mê bạn bè của Al và đưa Al lên lầu. Cô còng tay anh vào giường và tiết lộ danh tính của mình. Khi cô cố gắng khắc tên Nina vào bụng của Al, Al đã thoát khỏi chiếc còng và dùng gối đè Cassie đến chết. Sáng hôm sau, Joe, bạn của Al, an ủi anh và giúp anh ta thiêu xác Cassie. Cha mẹ của Cassie đệ trình một báo cáo về người con mất tích, và cảnh sát bắt đầu điều tra. Ryan nói với cảnh sát rằng Cassie không ổn về mặt tâm lý, nhưng không nói với họ rằng cô ấy đã đi đâu. Ryan nhận được một số tin nhắn theo lịch trình từ Cassie, có chữ ký của cô ấy và tên của Nina, trong khi Green nhận được một gói hàng từ Cassie với một đoạn video về vụ cưỡng hiếp của Nina và hướng dẫn làm theo trong trường hợp Cassie không trở về nhà. Đồng nghiệp của Cassie tại quán cà phê, Gail, phát hiện ra một nửa chiếc vòng cổ trái tim có tên Cassie dưới quầy thu ngân. Cassie đã đeo một nửa chiếc vòng với tên của Nina khi cô ấy bị giết. Cảnh sát phát hiện ra hài cốt bị cháy của cô cũng như sợi dây chuyền và bắt giữ Al vì tội giết người trong đám cưới của chính anh.

## Diễn viên
- Carey Mulligan vai Cassandra "Cassie" Thomas
- Bo Burnham vai Ryan Cooper
- Alison Brie vai Madison McPhee
- Clancy Brown vai Stanley Thomas
- Jennifer Coolidge vai Susan Thomas
- Laverne Cox vai Gail
- Chris Lowell vai Alexander "Al" Monroe
- Connie Britton vai Dean Elizabeth Walker
- Adam Brody vai Jerry
- Max Greenfield vai Joe Macklemore III
- Christopher Mintz-Plasse vai Neil
- Sam Richardson vai Paul
- Alfred Molina vai Jordan Green
- Molly Shannon vai Bà Fisher
- Steve Monroe vai Thám tử Lincoln Waller
- Angela Zhou vai Todd
- Francisca Estevez vai Amber
- Austin Talynn Carpenter vai Anastasia
- Emerald Fennell vai Người dẫn video làm đẹp

## Sản xuất
Emerald Fennell thai nghén ý tưởng của bộ phim từ năm 2017 và bán kịch bản gốc cho công ty sản xuất LuckyChap Entertainment. Tháng 1 năm 2019, các nguồn tin xác nhận nữ diễn viên Carey Mulligan sẽ đảm nhiệm một vai diễn trong bộ phim, với Fennell ngồi ghế đạo diễn. Tháng 3 năm 2019, Bo Burnham, Alison Brie, Connie Britton, Adam Brody, Jennifer Coolidge, Laverne Cox, Max Greenfield, Christopher Mintz-Plasse, Sam Richardson và Molly Shannon tham gia dàn diễn viên, và sau đó hai cái tên Angela Zhou và Clancy Brown cũng được bổ sung vào tháng 4. Quá trình quay phim chính diễn ra tại Los Angeles từ ngày 26 tháng 3 năm 2019 và diễn ra trong 23 ngày. Để nhấn mạnh rằng vẻ ngoài không nói lên tất cả, Fennell chủ động tuyển chọn những nam diễn viên có gương mặt quen thuộc với kiểu vai hiền lành, dễ thương, thân thiện để thể hiện luận điểm rằng người có vẻ ngoài tử tế nhất cũng có thể hành xử hết sức thô bỉ.

## Phát hành
Tháng 2 năm 2019, hãng Focus Features mua được quyền phân phối cho tác phẩm Cô gái trẻ hứa hẹn. Phim khởi chiếu ra mắt tại Liên hoan phim Sundance vào ngày 25 tháng 1 năm 2020. Lịch chiếu rạp ban đầu của phim là 17 tháng 4 năm 2020, nhưng đã bị lùi lại do các rạp chiếu phải đóng cửa vì những ảnh hưởng của đại dịch COVID-19. Phim sau đó được khởi chiếu chính thức tại thị trường Bắc Mỹ vào ngày 25 tháng 12 năm 2020  và dưới các định dạng video theo yêu cầu vào ngày 15 tháng 1 năm 2021. Tại thị trường Việt Nam, phim khởi chiếu từ ngày 2 tháng 4 năm 2021.

## Đón nhận

### Doanh thu phòng vé
Tính đến hết tháng 3 năm 2021, Cô gái trẻ hứa hẹn thu về 6 triệu USD chỉ tính riêng tại thị trường Mỹ và Canada và 5,3 triệu USD tại các quốc gia và vùng lãnh thổ khác, đưa tổng mức doanh thu toàn cầu lên tới 11,3 triệu USD.
Tại thị trường Mỹ và Canada, Cô gái trẻ hứa hẹn được phát hành cùng thời điểm với Wonder Woman 1984: Nữ thần chiến binh, Chuyến đi định mệnh và Cậu bé người gỗ Pinocchio, được dự đoán sẽ thu về 2 triệu USD trong dịp cuối tuần ra mắt. Thực tế, phim ra mắt với doanh thu 719.305 USD, xếp thứ năm trên bảng xếp hạng doanh thu phòng vé tuần. 63% khán giả đi xem bộ phim là phụ nữ, và 74% số khán giả có độ tuổi trên 25. Doanh thu của phim sụt giảm 4,4% trong dịp cuối tuần thứ hai với con số 687.900 USD, và tiếp tục sụt giảm với 586.285 USD thu về trong dịp cuối tuần thứ ba, kết thúc ở vị trí thứ sau trên bảng xếp hạng doanh thu phòng vé trong cả hai tuần. Bộ phim tiếp tục trụ rạp tốt trong các dịp cuối tuần sau đó, đặc biệt là cú nhảy tăng 16% doanh thu sau khi nhận được bốn đề cử Giải Quả cầu vàng.

### Đánh giá chuyên môn
Trên hệ thống tổng hợp kết quả đánh giá Rotten Tomatoes, phim nhận được 90% lượng đồng thuận dựa theo 345 bài đánh giá, với điểm trung bình là 8/10. Các chuyên gia của trang web nhất trí rằng, "Dưới vai trò một bộ phim kinh dị đầy kích thích và hợp thời, Cô gái trẻ hứa hẹn là tác phẩm điện ảnh đầu tay đầy may mắn của nhà biên kịch-đạo diễn Emerald Fennell – và cũng là một điểm sáng trong sự nghiệp của Carey Mulligan." Trên trang Metacritic, phần phim đạt số điểm 72 trên 100, dựa trên 41 nhận xét, chủ yếu là những lời khen ngợi. Lượt bình chọn của khán giả trên trang thống kê CinemaScore cho phần phim điểm "B+" trên thang từ A+ đến F, trong khi đó trang PostTrak cho biết 73% số khán giả cho phim phản hồi tích cực.